# Dos Palos
Ne doit pas être confondu avec Dos Palos Y.
Dos Palos est une municipalité américaine du comté de Merced, en Californie. Sa population était de 4 950 habitants au recensement de 2010.

## Démographie
| 1940 | 1950  | 1960  | 1970  | 1980  | 1990  |
| ---- | ----- | ----- | ----- | ----- | ----- |
| 978  | 1 394 | 2 028 | 2 496 | 3 121 | 4 196 |

| 2000  | 2010  | - | - | - | - |
| ----- | ----- | - | - | - | - |
| 4 581 | 4 950 | - | - | - | - |